# Избирательный ценз
Избирательный ценз — устанавливаемые законом условия для получения, или осуществления гражданином избирательного права. В конституционной практике различных государств используются следующие виды избирательного ценза: возрастной, гражданства, имущественный, образовательный, оседлости, половой, расовый, служебный, по грамотности. 
Расовый, половой цензы носят дискриминационный характер и несовместимы с демократическими принципами избирательного права.
Другие избирательные цензы сами по себе не считаются дискриминационными, но могут быть использованы в дискриминационных целях (например, при чрезмерном завышении ценза оседлости). 
В мировой практике наиболее распространены возрастной ценз, ценз гражданства (необходимость быть гражданином данного государства), ценз оседлости (требование длительного проживания в данной стране или в данном регионе), так называемые моральные цензы (отсутствие уголовных правонарушений). В XIX и в начале XX веков также широко были распространены имущественный ценз (необходимость обладания установленным минимумом собственности или уплаты налогов не менее определённой суммы) и образовательный ценз (определенный минимум образования).
В большинстве стран мира возможность участвовать в голосовании имеют граждане, достигшие 18-летнего возраста, вне зависимости от происхождения, социального, должностного и имущественного положения, пола, расы, этноса, языка, отношения к религии, убеждений, места жительства или любых иных характеристик.